# Benjamin Bramer
Benjamin Bramer, auch Benjaminus Bramerus (* 21. Februar 1588 in Felsberg; † 17. März 1652 in Ziegenhain) war ein deutscher Künstler, Architekt, Baumeister, Geodät und Mathematiker.
Der Sohn eines Pfarrers wuchs bei seinem Ziehvater, dem Mathematiker Jost Bürgi, auf. Von ihm wurde er unterrichtet; eine Universität besuchte er nie.
1603 oder 1604 begleitete er seinen Ziehvater nach Prag und kam 1609 zurück nach Kassel. 1612 wurde er von Moritz von Hessen-Kassel zum leitenden Baumeister der Burg Marburg ernannt. 1618 beriet er Christian von Waldeck bei den Planungen zum Bau einer Kirche, was aber durch Krieg vereitelt wurde. 1620 begann unter seiner Leitung der Bau von Befestigungsanlagen in Marburg Stadt und Burg. 1625 beriet er den Grafen von Solms bezüglich Bauunternehmungen an der Festung Burg Rheinfels. Von 1630 bis 1634 war er für die Befestigungsanlagen in und um Kassel verantwortlich. 1635 wurde er leitender Bau- und Finanzverwalter der Festung Ziegenhain.
Er entwickelte mathematische Instrumente wie Verbesserungen des Proportionalzirkels in Anschluss an Galileo Galilei, worüber er 1615 ein Buch veröffentlichte.